# ازولو (کمون)
ازولو (به فرانسوی: Azelot) یک کمون در فرانسه است که در canton of Saint-Nicolas-de-Port واقع شده‌است. ازولو ۴٫۷۵ کیلومتر مربع مساحت دارد ۲۸۷ متر بالاتر از سطح دریا واقع شده‌است.